# Go into Your Dance
Go into Your Dance é um filme norte-americano de 1935, do gênero drama musical, dirigido por Archie Mayo e estrelado por Al Jolson e Ruby Keeler.
Único filme que Al Jolson e sua esposa Ruby Keeler fizeram juntos, Casino de Paris fez sucesso e indicava que uma sequência estava à vista. Jolson, entretanto, recusou porque temia comparações com Ruby e porque não queria ser parte de uma equipe do tipo "marido e mulher".
O filme, um dos melhores de Jolson, segundo Ken Wlaschin, foi indicado ao Oscar, pela sua coreografia.

## Sinopse
Al Howard, cantor da ribalta, é tão irresponsável que incorre na ira do sindicato e é suspenso dos palcos. Ele, então, passa o tempo em jogatinas, onde perde as economias. Contudo, é salvo por Dorothy Wayne, depois de ela ser ferida em um confronto entre Al e um rival.

## Premiações
| Patrocinador                                  | Prêmio | Categoria          | Situação |
| --------------------------------------------- | ------ | ------------------ | -------- |
| Academia de Artes e Ciências Cinematográficas | Oscar  | Melhor Coreografia | Indicado |

## Elenco
| Ator/Atriz          | Personagem           |
| ------------------- | -------------------- |
| Al Jolson           | Al Howard            |
| Ruby Keeler         | Dorothy 'Pat' Wayne  |
| Glenda Farrell      | Molly Howard         |
| Barton MacLane      | Duke Hutchinson      |
| Patsy Kelly         | Irma 'Toledo' Knight |
| Akim Tamiroff       | Mexicano             |
| Helen Morgan        | Luana Wells          |
| Sharon Lynn         | Nellie Lahey         |
| Benny Rubin         | Bêbado               |
| Phil Regan          | Eddie 'Teddy' Rio    |
| Gordon Westcott     | Ted                  |
| William B. Davidson | Tom McGee            |
| Joseph Crehan       | H. P. Jackson        |